# C-PEARL
C-PEARLは、イスラエルのラファエル・アドバンスド・ディフェンス・システムズ社が開発した電波探知装置。

## 概要
原型機であるC-PEARLは、小型水上戦闘艦や潜水艦、航空機向けの電波探知装置として1991年に発表された。これはIFM（Instantaneous Frequency Measurement）受信機1基と方向探知機3セット（それぞれ2-4, 4-8, 8-18ギガヘルツに対応）から構成されていた。感度は-60dBm、仰角40度までカバーしていた。精度は周波数が1.5MHz、方向が1度とされていた。また艦内に設置されるコンソールは重量125キログラムで、インテル社製のマイクロプロセッサを搭載していた。
その後、派生型/発展型として、C-PEARL-M、C-PEARL-DVが順次に開発された。これらはいずれもオペレータ1名で操作可能であり、また同社製の電波妨害装置と連接することで自己完結した電子戦システムとして構築することも可能である。
|            | C-PEARL                             | C-PEARL-M                           | C-PEARL-DV |
| ---------- | ----------------------------------- | ----------------------------------- | ---------- |
| 対応周波数 | 2－18 GHz (オプション: 0.5－18 GHz) | 2－18 GHz (オプション: 0.5－40 GHz) | 0.5－40GHz |
| 感度       | -60 dBm                             | -65 dBm                             | -65 dBm    |
| 周波数精度 | 1.5 MHz                             | 3 MHz                               | 2 MHz      |
| 方探精度   | 1度                                 | 3度                                 | 2度        |

### 搭載プラットフォーム
オーストラリア海軍
- アデレード級フリゲート

 シンガポール海軍
- フォーミダブル級フリゲート